# Gale Anne Hurd
Gale Anne Hurd (sinh 25 tháng 10 năm 1955) là nhà sản xuất phim người Mỹ.

## Thời thơ ấu

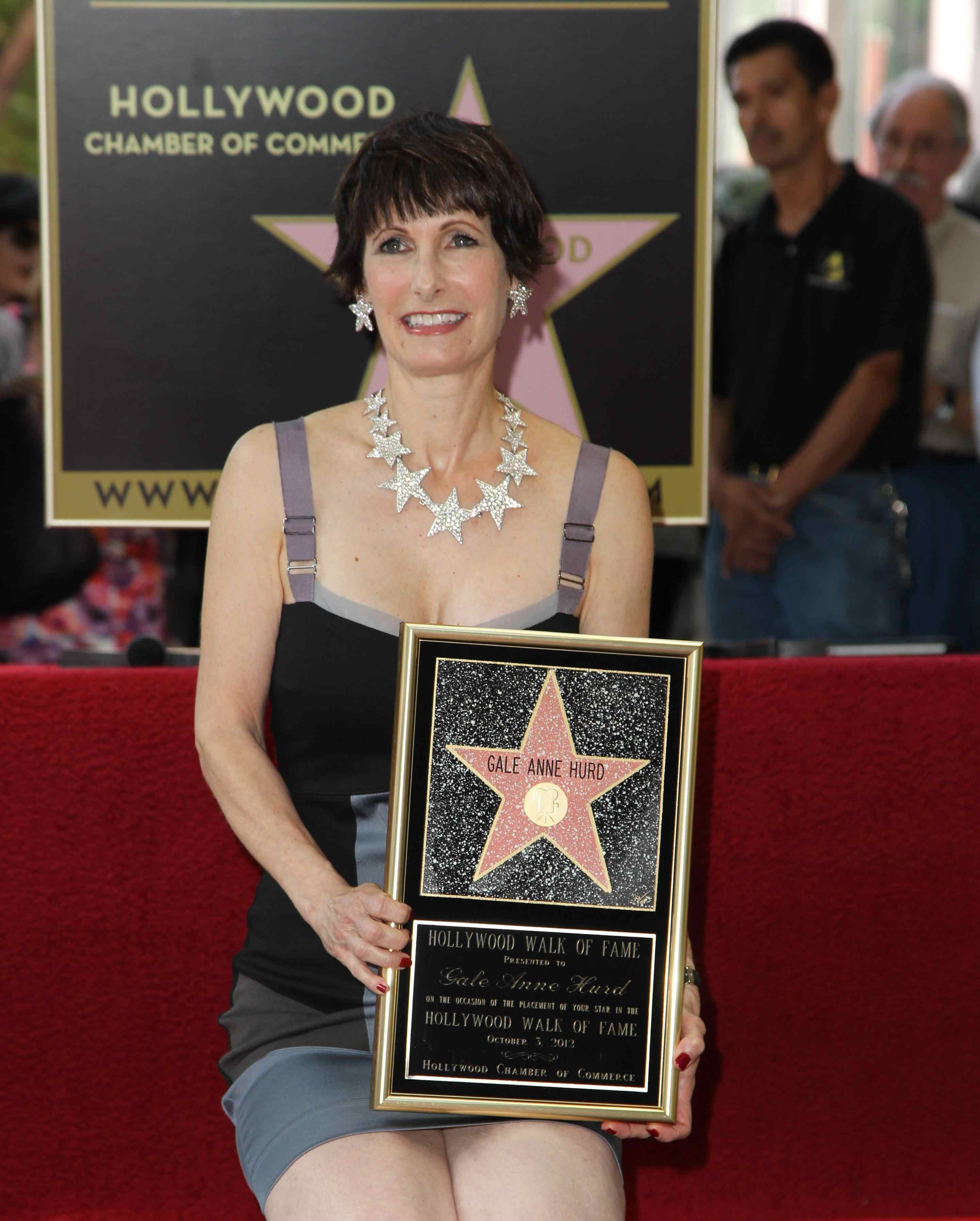
Hurd và ngôi sao của bà trên Đại lộ Danh vọng Hollywood, năm 2012

Hurd sinh ra tại thành phố Los Angeles, bà là con gái của Lolita (nhũ danh: Espiau) và Frank E. Hurd, một nhà đầu tư.